# Rue Georges Garnir
La rue Georges Garnir (en néerlandais : Georges Garnirstraat) est une rue bruxelloise de la commune de Schaerbeek qui va du carrefour de l'avenue Princesse Élisabeth et de la rue Nicolas Defrêcheux à l'avenue Monplaisir en passant par la rue Max Roos.
La numérotation des habitations va de 1 à 39 pour le côté impair et de 2 à 48 pour le côté pair.
La rue porte le nom d'un écrivain belge et militant wallon, George Garnir, né à Mons le 12 avril 1868 et décédé à Saint-Josse-ten-Noode le 26 décembre 1939.
Le nom de la rue s'écrit officiellement avec un "s" à George, bien que le prénom de l'écrivain n'en comporte pas.